# Kalcerrytus odontophorus
Kalcerrytus odontophorus là một loài nhện trong họ Salticidae.
Loài này thuộc chi Kalcerrytus. Kalcerrytus odontophorus được Hipólito Ruiz López & Antonio D. Brescovit miêu tả năm 2003.